# 西村栄喜
西村 栄喜（にしむら えいき、1975年9月29日 -）は、地方競馬の千葉県騎手会所属（2021年7月12日 - ）の騎手である。勝負服の柄は胴赤・白二本輪、袖赤。熊本県出身、血液型A型。勝負服は福島幸広調教師が騎手現役時代に使用していたものを引き継いだ。

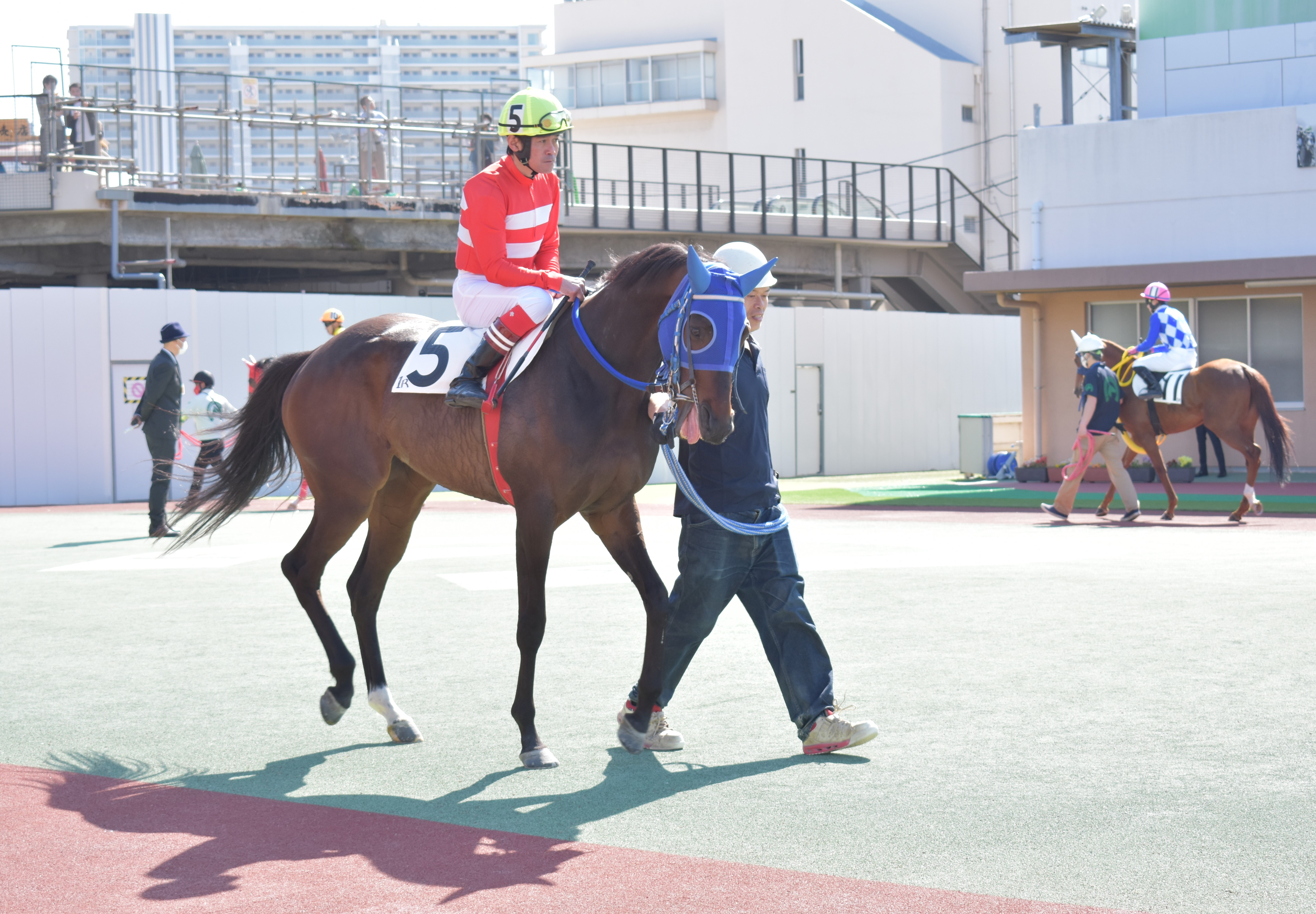
西村栄喜騎手

## 来歴
地方競馬教養センター短期騎手課程26期生（現在短期騎手課程は廃止されている）で、1995年3月31日付けで地方競馬騎手免許を取得。同年4月29日荒尾競馬第4競走でトキワマンサクで初騎乗。同年5月4日荒尾競馬第2競走をフジノホタルで制し初勝利をあげる。
1996年9月16日第11回全日本新人王争覇戦出場（12人中8位）。
1997年地方競馬通算100勝達成。
2002年地方競馬通算500勝達成。
2007年3月17日に福山競馬場で行われたセカンドジェネレーション騎手招待競走で2位。同年9月18日に荒尾競馬場で実施された同競走で優勝した。同年10月6日から8日に盛岡競馬場で実施されたM&Kジョッキーズカップに出場。同年12月11日第12回荒尾競馬3日目第10競走サラ系C-19組条件戦をハーロンフォンテンで優勝（7頭立て4番人気）し、地方競馬通算800勝達成。
2008年10月から当初4ヶ月間の予定で韓国・釜山慶南競馬場に於いて短期免許で期間限定騎乗を行ったが、その後延長を重ねて騎乗を継続。
2009年4月5日釜山慶南競馬場第5競走KRAカップマイルを4番人気のサンスンイルロで優勝し、韓国での重賞初制覇。同年7月末で騎乗を終了し帰国予定であったが、更に11月末までの延長を申請し認可を受けた。同年11月29日の騎乗を最後に帰国、12月3日第11回荒尾競馬4日目第1競走から日本での騎乗を再開した。
2010年7月25日第1回小倉競馬4日目第11競走有明特別（500万下）でモエレダイヤモンドに騎乗（11頭立て10番人気9着）し、中央競馬初騎乗。
2011年10月25日から4ヶ月間の予定で韓国・釜山慶南競馬場に於いて短期免許で期間限定騎乗を行う。また、同年限りで荒尾競馬が廃止になったことに伴い、船橋競馬場波多野健厩舎へ移籍することが発表された。
2016年10月19日、浦和・埼玉新聞栄冠賞をタイムズアローで勝ち、南関東での重賞初制覇を果たす。
2021年7月12日付で、波多野健厩舎から千葉県騎手会所属に変更となった。
2023年1月20日船橋第3競走をジョイルミナスで制して、地方競馬通算1000勝を達成。
地方通算成績は8230戦947勝・2着974回・3着956回・勝率11.5%・連対率23.3%（2012年1月13日現在）
中央競馬3戦0勝

## 主な重賞勝ち鞍
- 荒尾
  - サラブレッド大賞典（1995年：ダンディトップ）
  - サラブレッド大賞典（1998年：ミルラブリー）
  - 門松賞（2000年：コウザンハヤヒデ）
  - アラブチャンピオン（2001年：メグミダイオー）
  - 九州アラブ栄冠（2002年：コウザンシンオー）
  - 有明大賞典（2002年：コウザンシンオー）
  - 門松賞（2004年：コウザンシンシン）
- 佐賀
  - 九州アラブダービー（2001年：コウザンシンオー）
  - 花吹雪賞（2005年：アリラン）
- 中津
  - アラブチャンピオン（1998年：シビノホマレ）
- 南関東
  - 埼玉新聞栄冠賞（2016年：タイムズアロー）
- 園田
  - 楠賞全日本アラブ優駿（2000年：コウザンハヤヒデ）
- 韓国
  - KRAカップマイル（2009年：Sangseung Ilro）[16]

出典: